# 이천일
이천일(? ~ ?)은 대한민국의 조직폭력배이다. 이정재의 경호원으로 일했다. 1989년 무풍지대에 이천일 역의 인물이 나오자, 유지광만을 미화시킨 드라마라며 이에 항의하여 해당 배역 이름이 이성철로 바뀌었다.

## 이천일이 등장한 작품
- 《무풍지대》(1989) (배우: 김동우)
- 《야인시대》(2002) (배우: 이광기)